# Caja de Extremadura

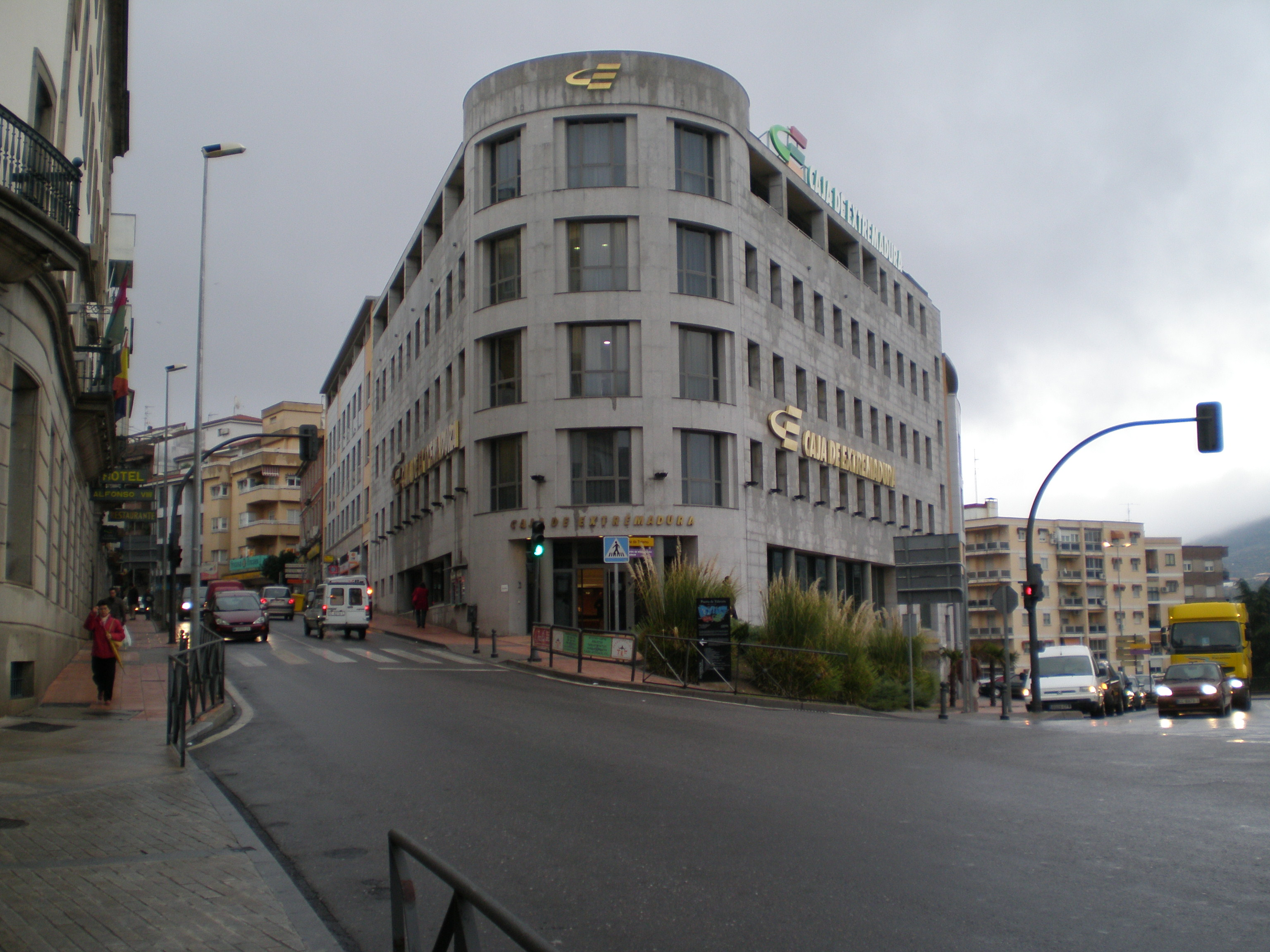
Sede da Caja de Extremadura em Plasencia.

Caja de Extremadura (em português:  Caixa da Estremadura) é a marca comercial da Caja de Ahorros y Monte de Piedad de Extremadura (em português:  Caixa de Poupança e Montepio da Estremadura), uma instituição financeira espanhola que opera no setor bancário e de seguros. É a instituição finaceira mais importante da comunidade autónoma da Estremadura, a zona priviligada das suas operações. Juridicamente, é uma fundação sem fins lucrativos que tem como objetivo o desenvolvimento económico, social e cultural das zonas onde opera.
Foi fundada em 19 de julho de 1990, resultando da fusão da Caja de Ahorros de Cáceres (fundada em 1906) e a Caja de Ahorros de Plasencia (fundada em 1911). Está inscrita com o número 4 no registo de caixas de poupança da Estremadura e no "Registro Especial de Cajas de Ahorros" do Banco de Espanha com o número 2099.
Em 2008 tinha 1 194 funcionários e 245 dependências, distribuídas pela Estremadura, Madrid, Castela e Leão, Andaluzia, Castela-Mancha e Catalunha. A sua dimensão tanto em termos de número de empregados como em volume comercial torna-a uma das instituições mais importantes da comunidade estremenha. A 31 de dezembro de 2006 o volume de ativos era de 5 682 milhões de €, o que fazia dela a 35ª instituição financeira de Espanha.
A sua área geográfica de atuação principal é a Estremadura, especialmente na província de Cáceres, já que na província de Badajoz tem a concorrência de outro banco importante da região, a Caja de Badajoz, entidade com a qual por diversas vezes se especulou uma possível fusão.
Além da atividade comercial, a Caja de Extremadura atua também em atividades de apoio social e cultural com a sua "Obra Socio Cultural", com a qual foram gastos 19,3 milhões de euros em 2009, que foram aplicados em apoios à investigação, educação, cultura, saúde, assistência e economia social, emprego e outras atividades de carácter social ou destinadas a incentivar o desenvolvimento socioeconómico da Estremadura.